# Arkadien
Arkadien er en græsk region, den dækker den midterste del af Peloponnes. Der bor ca. 100.000 mennesker på 4.400 km², og regionen er dermed den tredjetyndest befolkede i Grækenland. Hovedstaden er Tripoli.

## Ikke at forveksle med
- Acadia – et nybyggersamfund i fransk Canada.